# Maleis

Officiële erkenning van het Maleis

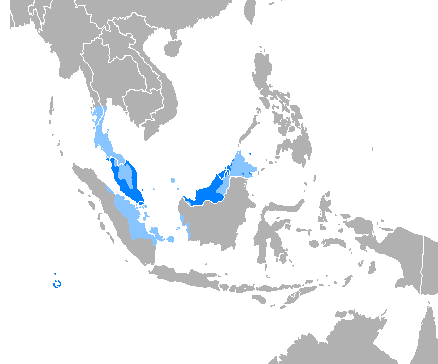
Oorspronkelijk taalgebied van het Maleis

Het Maleis behoort tot de Austronesische talen en is van oorsprong de moedertaal van de Maleiers, een Zuidoost-aziatisch volk, waarvan over de oorsprong diverse theorieën bestaan.
Doorgaans wordt het Maleis een taal genoemd, maar het kan feitelijk worden gezien als een macrotaal. Varianten van het Maleis zijn officiële landstalen van verschillende landen, het Indonesisch (Bahasa Indonesia) is de officiële landstaal in Indonesië en het Maleisisch (Bahasa Malaysia) in Maleisië. Het Indonesisch en Maleisisch worden wel gezien als varianten van dezelfde taal, zoals dit bij het Brits-Engels, Amerikaans-Engels en Australisch-Engels ook het geval is; dit zijn varianten van het Engels.
Buiten Indonesië en Maleisië wordt het Maleis gesproken in onder andere Brunei, Singapore, Oost-Timor, Cocoseilanden en Zuid-Thailand. In Singapore is het een van de vier officiële talen. In Singapore en in Brunei wordt het Maleis eenvoudig Bahasa Melayu (Maleise taal) genoemd.
In Oost-Timor is Portugees de officiële taal, maar Bahasa Indonesia wordt er evenals het Engels als werktaal gebruikt.

## De oorsprong van de Maleiers en het Maleis
Over de oorsprong van de Maleiers en het Maleis bestaan diverse theorieën. Door velen wordt verondersteld dat het Proto-Malayo-Polynesische of Proto-Austronesische volk waar de Maleiers van afstammen zijn oorsprong vindt op het eiland Taiwan. Waarheen zij het eerst migreerden voordat de identiteit van Maleiers gevormd werd, is nog niet volledig duidelijk.
Lange tijd is gedacht, dat Bahasa Riau, de taal van de Riau-archipel, het dichtst bij de oorsprong lag van de Maleise taal. Een andere theorie is dat de oorsprong op Borneo ligt, en dat Maleiers later naar Sumatra, Malakka en de Riau-archipel zijn gemigreerd. Een bron spreekt van "Malayu" als naam van een oud koninkrijk gelegen in de Jambi provincie in oost Sumatra, in oude Chinese teksten "Mo-lo-yo" genoemd. Ook het schiereiland van Malakka is wel aangegeven als oorsprong van het Maleis.

## Benamingen van het Maleis

### Jawi
Door de Arabieren werd het Maleis vroeger Jawi genoemd. Dit woord is een verbastering van de naam Java. Dit woord werd weer overgenomen door de Maleiërs en leeft vandaag nog voort in het zogenaamde Jawischrift. Het Jawischrift is een vorm van het Arabische schrift dat voor het Maleis is aangepast. Ook in Thailand noemt men de taal van Maleistalige moslims uit het zuiden van het land (in Pattani en omgeving), het Yawi.

### Hoog- en Laag-Maleis

#### Hoog-Maleis
Nederlanders die naar Nederlands-Indië gingen verbaasden zich vaak over het losse karakter van het Maleis. Elke streek en groepering had zijn eigen variant; er bestond geen gestandaardiseerde vorm. Verschillende wetenschappers hebben geprobeerd om het oorspronkelijke Maleis te vinden. Onder meer werd verondersteld, dat dit overeenkwam met het Maleis van de Riau-archipel, waar, zoals reeds vermeld, later ook een standaard voor het Maleis op werd gebaseerd. Dit oorspronkelijke Maleis werd het Hoog-Maleis genoemd. De reden dat wetenschappers en de overheid op zoek gingen naar een gestandaardiseerde vorm was dat ze de communicatie tussen de inwoners wilden verbeteren en het Maleis in het onderwijs wilden gebruiken.
De wetenschap bereikte nooit overeenstemming over welke vorm het beste gebruikt kon worden voor standaardisering. Het Hoog-Maleis bleef een punt van discussie. Met de komst van meer Nederlanders en met name cultuurbewuste vrouwen werd het Nederlands in Nederlands-Indië belangrijker en de zoektocht naar het Hoog-Maleis minder nodig.

#### Laag-Maleis ofwel Pasar-Maleis
Het door wetenschappers uit het verleden aangeduide Laag-Maleis was een taal die gesproken werd rond de kuststreken en handelssteden. De taal kende verschillende vormen en geen duidelijke structuur. Lange tijd werd het Laag-Maleis, ook kust-Maleis, pasar-Maleis, bazaar-Maleis of Bahasa Dagang genoemd, in Europese kringen geminacht en aangeduid als een pidginvorm van het Hoog-Maleis. Men zag het Laag-Maleis als een niet volwaardige taal. Al in de zeventiende eeuw werd daar echter genuanceerder over gedacht. François Valentijn zag het Laag-Maleis of pasar-Maleis als de normale omgangstaal, terwijl het Hoog-Maleis een soort geheimtaal was die aan de hoven werd gesproken om zaken verborgen te houden voor de gewone man. In feite vormde het pasar-Maleis lange tijd een lingua franca in een groot deel van Zuidoost-Azië.

## Variatie binnen het Maleis
Het gebied waar Maleis wordt gesproken is net zo uitgestrekt als Europa. Er zijn in de loop van de eeuwen dan ook veel varianten ontstaan: twee officiële landstalen (het Indonesisch en het Maleisisch), en varianten die vaak een regionaal karakter hebben doordat zij mede zijn beïnvloed door regionale talen.
De officiële standaard voor het Maleis, die overeengekomen is tussen Brunei, Indonesië en Maleisië, is gebaseerd op Bahasa Riau, de taal van de Riouwarchipel, waarvan lang is gedacht dat daar de oorsprong lag van de Maleise taal. Zowel het Indonesisch als het Maleisisch zijn hierop geënt.

### Indonesisch
Het Indonesisch (Bahasa Indonesia, letterlijk "taal van Indonesië") is de officiële taal van Indonesië. De taal is mede gebaseerd op de eerder genoemde officiële standaard van het Maleis die geënt is op het Bahasa Riau en kan worden gezien als een gestandaardiseerde vorm van onder andere het vroegere 'pasar-Maleis en het Hoog-Maleis.
Door de lange historische banden tussen Indonesië en Nederland zijn veel Maleise woorden in het Nederlands opgenomen. Voorbeelden zijn amok (amuk), kras (keras), sarong (sarung), toko, bakkeleien (berkelahi), pienter (pintar), piekeren (pikir), pisang en kapok (kapuk), en een uitdrukking als: "dat is niet mijn pakkie-an" (Maleis bagian betekent "afdeling"). Omgekeerd zijn ook veel Nederlandse woorden in het Indonesisch opgenomen. Voorbeelden hiervan zijn stopkraan, versnelling en knalpot.

### Maleisisch
Het Maleisisch (Bahasa Malaysia, letterlijk "taal van Maleisië") is de officiële taal van Maleisië. Zoals het Indonesisch is deze taal mede gebaseerd op de eerder genoemde officiële standaard van het Maleis die geënt is op het Bahasa Riau.

### Verdere dialecten en varianten
Naast de officiële landstalen onderscheidt men diverse dialecten, varianten, verwante talen en op Maleis gebaseerde creoolse talen, waarvan een aantal goed beschreven is:
- Ambonees Maleis
- Makassaars Maleis
- Batjan Maleis
- Jakartaans Maleis
- Betawi
- Serui Maleis
- Ternataans Maleis of het Noord-Moluks Maleis
- Manadonees Maleis
- Tioman Maleis
- Kupang Maleis
- Bandanees Maleis
- Banjarees Maleis
- Brunei Maleis
- Tangsi Maleis of kazerne Maleis
- pasar-Maleis ook wel bazaar-Maleis of "Bahasa Dagang" genoemd
- Riau- Djohor-, Melaka-Maleis, volgens sommige wetenschappers uit het verleden: Hoog-Maleis

en vele andere.

## Maleis als taal in Nederland
In diverse vormen is het Maleis ook als taal in Nederland aanwezig of aanwezig geweest: in de vorm van het Maleis van de Indische Nederlanders, in dat van Molukkers die naar Nederland zijn gemigreerd en in de vorm van het Indonesisch van Indonesische migranten die zich in Nederland hebben gevestigd.

#### Indische Nederlanders
De verschillende bewoners van de handelsposten van de VOC in Azië en de handelaren die er hun handel bedreven gebruikten in de vroeg-koloniale tijd als lingua franca het Maleis en het Portugees.
Vanuit het Maleis en het Portugees, en uit een combinatie van deze twee talen, ontstonden verschillende pidgintalen (creoolse talen). Deze talen worden wel aangeduid met de termen Maleis-Portugees, Portugees-Maleis, Indo-Portugees, Portugis, Papia Ternate en Papia Kristang.
Indo-Europeanen die tussen 1600 en 1800 in Indië werden geboren namen deze taal over. Na 1800 kreeg het Maleis, nog steeds doorspekt met Portugese woorden, de overhand. In Batavia (Jakarta) ontstond een Maleise variant met veel Nederlandse woorden. Ook in andere steden in Nederlands-Indië nam het gebruik van Nederlandse woorden geleidelijk toe. Vanaf het begin van de twintigste eeuw begon het Nederlands, met name het Indisch-Nederlands en de creoolse variant ervan, te domineren bij de Europeanen in Indië.

#### Molukkers
Molukkers in Nederland spreken oorspronkelijk ook Maleis: het Ambonees Maleis, het Ternataans Maleis, het Bacan-Maleis en het Tangsi-Maleis (kazerne-Maleis). In tegenstelling tot de meeste Indo's spreken alle generaties de taal, hoewel dit nu langzaam aan het veranderen is. Een klein gedeelte van de derde generatie Molukkers kent de moedertaal niet meer.

## Mogelijke verwarring over Maleis
Veelal wordt Maleis als synoniem gezien voor Maleisisch, feitelijk is het Maleisisch een van de varianten van het Maleis.
Soms wordt het Malayalam, de officiële taal van de zuidwestelijke Indiase staat Kerala, door de gelijkenis van de namen Malay en Malayalam abusievelijk gezien als een vorm van het Maleis, een taal uit de Austronesiche taalfamilie. Dit gebeurt veelal onder invloed van (vertaling uit) het Engels. Het Malayalam behoort tot een totaal andere taalfamilie, de Dravidische talen.
In sommige regio's worden vaak talen uit verschillende taalfamilies gesproken en dat kan de bron zijn van verwarring. Bijvoorbeeld de Minahasa is een regio in Indonesië waar zowel Maleise talen als Indonesisch en Menadonees Maleis worden gesproken, als Filipijnse talen, en deze laatste talen worden dan abusievelijk weleens als Maleis omschreven.